# Lithasia curta
Lithasia curta es una especie de molusco gasterópodo de la familia Pleuroceridae en el orden de los Mesogastropoda.

## Distribución geográfica
Es endémica de Estados Unidos.  